# Мастерская
Мастерская:

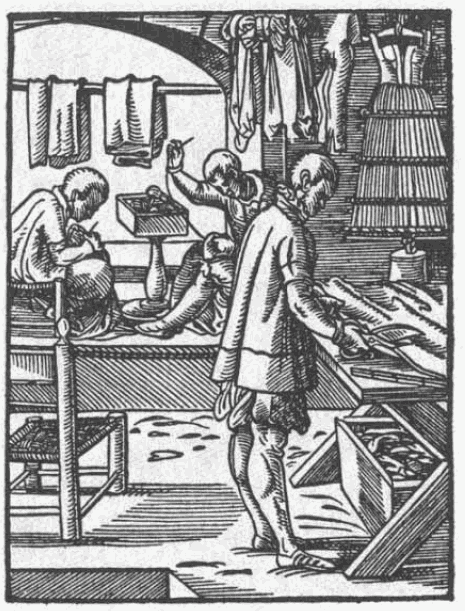
Портные в мастерской на литографии 1568 года.

- помещение (здание) хозяйственного назначения;
- организация по ремонту чего-либо;
- формирование[1] для оказания технического обеспечения вооружённых сил;
- изделие, например МТО-АТ (мастерская технического обслуживания — автомобильной техники), на базе автомобиля ЗиЛ-131.

## История
Данное понятие появилось в средние века: именно в то время в крупных монастырях начали появляться ювелирные, книгописные и иконописные комнаты. Именно их начали именовать мастерскими. В эпоху Возрождения занятие живописью стало считаться профессией, а работы мастеров — товаром. Мастерские художников начинают ассоциироваться с обучением искусству живописи.
Представляет собой место, оборудованное для тех или иных работ, главной особенностью которого является большая доля ручного труда. Рабочее место ремесленника, основное место производства в прошлом (в допромышленную эпоху). Широко распространены и по настоящее время: сапожная, швейная, столярная, слесарная, ремонтно-механическая, ювелирная мастерская. Может представлять собой отдельное строение, но в большинстве случаев является частью здания, так как не требует больших площадей.

## Виды и типы
Существовали и существуют различные виды и типы мастерские, приведены не все:
- Оружейная мастерская[3];
- Подвижная мастерская[1];
- Машинно-тракторная мастерская
- Автомобиль-мастерская;
- Авиаремонтная мастерская;
- Подвижная авиаремонтная мастерская;
- и так далее.